# 小田原駅

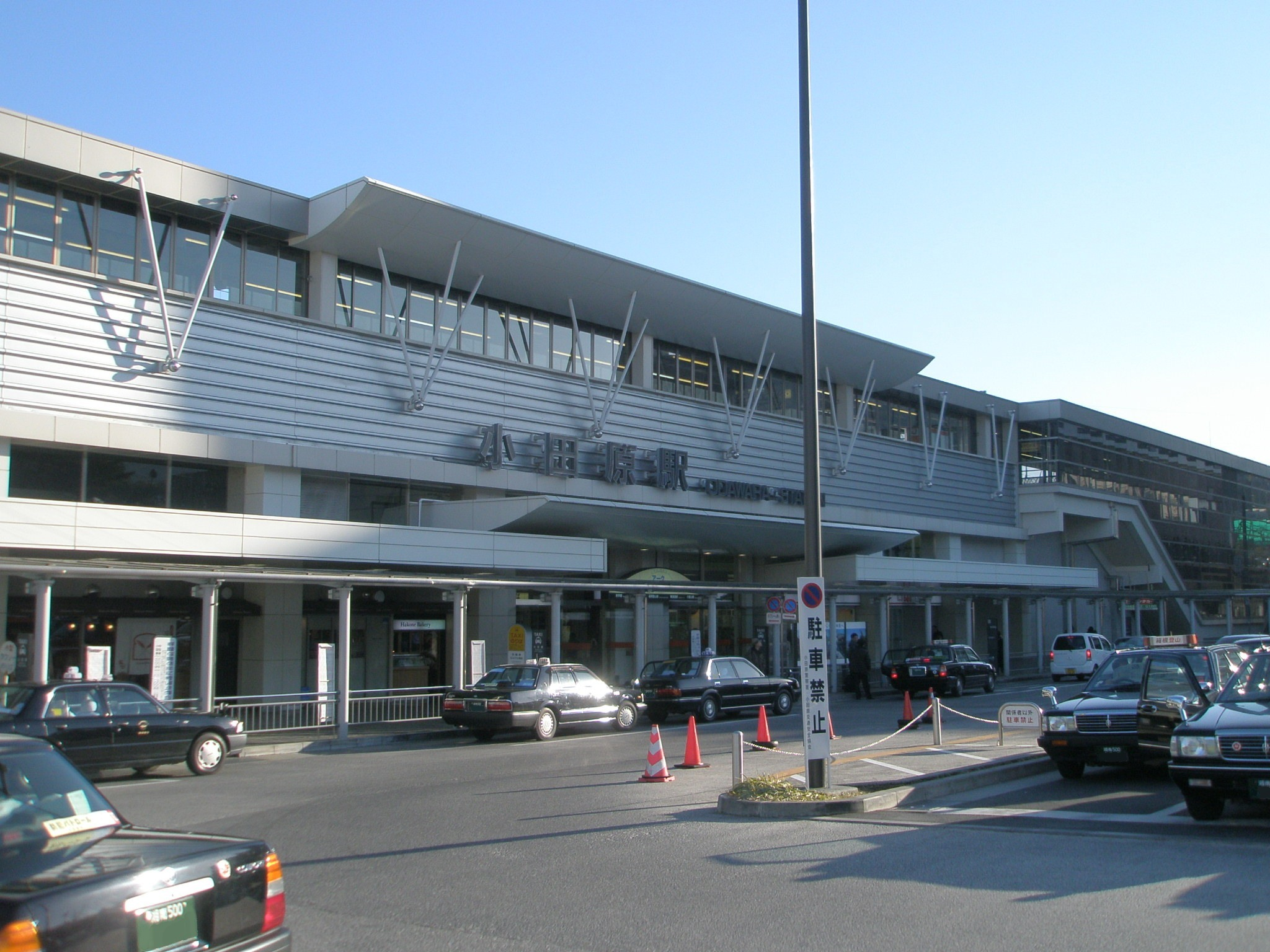
西口（2008年2月）

小田原駅（おだわらえき）は、神奈川県小田原市栄町一丁目および城山一丁目にある、東日本旅客鉄道（JR東日本）・東海旅客鉄道（JR東海）・日本貨物鉄道（JR貨物）・小田急電鉄・小田急箱根・伊豆箱根鉄道の駅である。

## 概要
古くから小田原城の城下町、東海道の宿場町（小田原宿）として栄えた小田原市の中心駅である。神奈川県西部（西湘地区）のターミナル駅であり、箱根観光の拠点ともなっている。近年は外国人旅行者（インバウンド）も多い。
もともと東海道本線は現在の御殿場線経由であったが、1920年10月に国府津駅を起点とする熱海線（現在の東海道本線）の終着駅として小田原駅は開業した（1934年に小田原駅経由が正式な東海道本線となった）。その後、1927年に小田原急行鉄道（現・小田急電鉄）、1935年に大雄山鉄道（現・伊豆箱根鉄道）と箱根登山鉄道（現・小田急箱根）が乗り入れた。さらに1964年には東海道新幹線の開業と同時に駅が設置され、現在は1日約15万人の利用がある。1987年4月の国鉄分割民営化によって、日本国有鉄道（国鉄）の路線であった東海道新幹線と東海道本線は前者がJR東海、後者がJR東日本と別会社による運営となり、また貨物営業はJR貨物に継承された。
1956年まで、駅前で箱根登山鉄道の小田原市内線が接続していた。
現在は、JR東日本・JR貨物の東海道本線（JR東日本が第一種鉄道事業者、JR貨物が第二種鉄道事業者）、JR東海の東海道新幹線、小田急電鉄の小田原線、小田急箱根の鉄道線（箱根登山電車）、そして伊豆箱根鉄道の大雄山線が乗り入れている。このうち小田急電鉄と小田急箱根は直通運転を行っている。旅客駅のみであるが同一駅構内の乗り入れ鉄道事業者数5社はかつて日本最多であった。各線とも2003年に完成した橋上駅舎によって結ばれている。
JR東日本の東海道線の駅には、東京駅発着系統と、新宿駅経由で高崎線に直通する湘南新宿ライン、東京駅・上野駅経由で宇都宮線・高崎線に直通する上野東京ラインが停車する。湘南新宿ラインは原則として当駅までの運転である。なお、運転形態の詳細については「東海道線 (JR東日本)」を参照。東海道新幹線は一部の「ひかり」と「こだま」が停車する。その他はいずれの路線も当駅終着・始発の列車が多い。
またJR東日本が発行するフリー切符のうち、休日おでかけパスと、のんびりホリデーSuicaパスは東海道線内当駅までがフリーエリアとなる。
JR小田原駅の事務管コードは、▲460126。

## 歴史

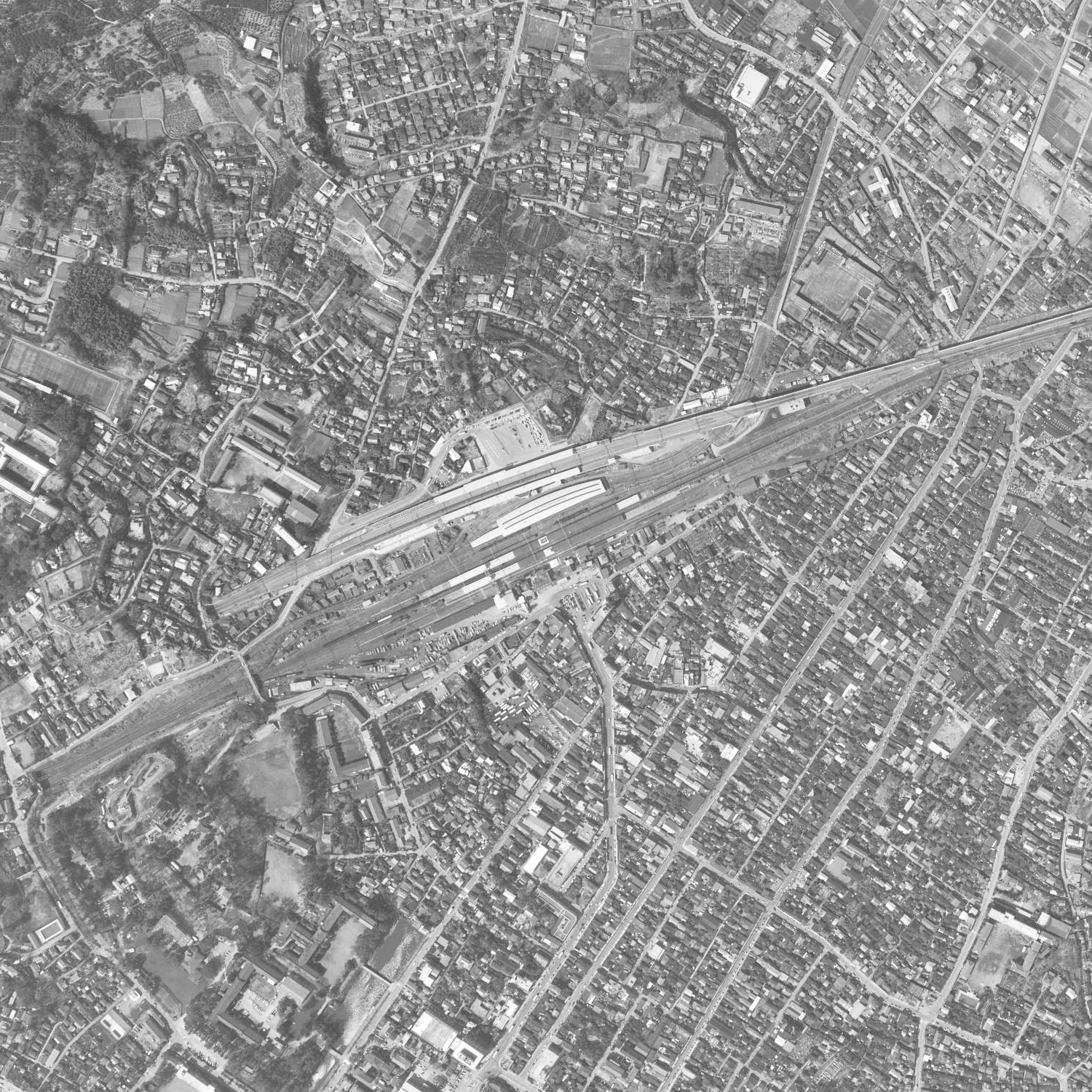
駅周辺の白黒空中写真（1967年3月）。北（上）から新幹線、小田急線、JR在来線。

もともと、小田原は東海道五十三次9番目の宿場「小田原宿」が設けられるなど、古くから交通の要所として栄えた町であった。だが、東海道本線が1889年（明治22年）に小田原～熱海間の地形が険しいといった理由で現在の御殿場線のルートを取って開業すると、その地位から滑り落ち、110軒を数えたとされる宿が次々と廃業に追い込まれるという衰退を見せた。そのため小田原では、これ以降必死な鉄道誘致が行われることになる。
まず、小田原駅が開業する前の1888年（明治21年）に、当時東海道線の終着駅であった国府津駅前より小田原・湯本の間に小田原馬車鉄道が開業した。これは、1900年（明治33年）に小田原電気鉄道の路面電車となったが、その後1920年（大正9年）の熱海線国府津駅 - 小田原駅間開業に伴い、並行区間を廃止して小田原駅前に乗り入れるようになり、1956年（昭和31年）まで存続した。詳しくは箱根登山鉄道小田原市内線の記事を参照。
熱海線は、丹那トンネル開削によって勾配のきつい御殿場経由から熱海経由へ東海道本線のルートを切り替え、輸送力の増強を目指したものの内、一部区間が暫定開業したといえるものであった。小田原へ東京・横浜から直接列車が乗り入れるようになったことで、箱根観光や湯治客の拠点として、町は地位を回復するに至ったのである。そのため熱海線の開業日は町を挙げて祝賀行事が催され、路線の一部区間が廃線に追い込まれた小田原電気鉄道でさえも、花電車を走らせてその開業を祝った。
昭和に入り、小田原急行鉄道（現、小田急電鉄）小田原線が開業し、さらに丹那トンネルの開通で熱海線が東海道本線に昇格すると、その地位はさらに高まった。

### 年表
- 1920年（大正9年）10月21日：熱海線国府津駅 - 当駅間開通と同時に開業。旅客・貨物の取扱を開始。
- 1923年（大正12年）9月1日：関東大震災により駅舎一部倒壊。
- 1925年（大正14年）3月25日：熱海線が熱海駅まで全線開通。
- 1927年（昭和2年）4月1日：小田原急行鉄道（現・小田急電鉄）新宿駅 - 当駅間が開通。
- 1934年（昭和9年）12月1日：国鉄駅を東海道本線所属に変更。
- 1935年（昭和10年）
  - 6月16日：大雄山鉄道線（現・伊豆箱根鉄道大雄山線）が当駅に乗り入れ。
  - 10月1日：箱根登山鉄道が当駅に乗り入れ。
- 1948年（昭和23年）10月：小田急ロマンスカー運行開始。
- 1950年（昭和25年）3月1日：湘南電車運行開始。
- 1956年（昭和31年）5月31日：箱根登山鉄道小田原市内線廃止。
- 1964年（昭和39年）10月1日：東海道新幹線の停車駅となる[4]。
- 1970年（昭和45年）：新幹線のホームが16両対応に延伸される[5]。
- 1973年（昭和48年）
  - 5月20日：新設の西湘貨物駅に貨物取扱業務を集約、当駅での取扱を廃止。
  - 11月1日：新幹線の上下線ホーム熱海寄りにエスカレーターが1基ずつ設置され、供用開始[6]。
- 1976年（昭和51年）11月：東口広場整備と地下街が完成[7]。
- 1979年（昭和54年）10月1日：大船駅 - 小田原駅間複々線化（東海道貨物線）完成。
- 1980年（昭和55年）
  - 7月2日：翌日にかけて昭和天皇、香淳皇后が箱根町へ行幸。原宿駅 - 小田原駅間でお召し列車が往復運転[8]。
  - 10月1日：東海道新幹線「ひかり」が停車開始。
- 1986年（昭和61年）11月1日：国鉄駅での荷物取扱を廃止。
- 1987年（昭和62年）
  - 3月31日：国鉄駅での貨物取扱を再開。
  - 4月1日：国鉄分割民営化により、東海道本線はJR東日本、東海道新幹線はJR東海[4]、貨物取扱業務はJR貨物が継承。
- 1995年（平成7年）11月13日：JR在来線の自動改札機を設置し、供用開始[9]。
- 1998年（平成10年）3月14日：新幹線に自動改札機を設置し、供用開始[10]。
- 2001年（平成13年）11月18日：JR東日本でICカード「Suica」の利用が可能となる。
- 2002年（平成14年）12月1日：湘南新宿ライン運行開始。
- 2003年（平成15年）
  - 3月30日：新駅舎へ切り替え・東西自由通路暫定開通[11][1]。エレベーター・エスカレーター・多目的トイレが事業者ごとに設置される。
  - 12月20日：東西自由通路完全開通。開通に伴い、新幹線高架下も再整備され飲食店など出店。
- 2004年（平成16年）12月11日：小田急小田原線の快速急行が設定され、発着駅となる[12]。
- 2005年（平成17年）6月25日：東口に駅ビル（小田原ラスカ）オープン。
- 2006年（平成18年）3月18日：箱根登山鉄道の車両による小田原駅乗り入れが廃止。全列車が小田急電鉄の車両による箱根湯本行きに統一。
- 2008年（平成20年）3月15日：急行の箱根登山鉄道への乗り入れを廃止。準急の新松田以西運行廃止に伴い準急停車駅から外れる。新11番ホーム使用開始。
- 2013年（平成25年）8月19日：東海道線のうち、当駅始発列車において、乗車の際ドアの脇にあるボタンを押して扉を開閉する方式に変更（ただし、遅延等で停車時間が短い場合等、車掌等の判断で実施しない場合もある）。
- 2014年（平成26年）11月1日：JR東日本の発車メロディが「お猿のかごや」に変更される。
- 2018年（平成30年）3月17日：小田急小田原線からの下り各駅停車の箱根登山鉄道への乗り入れを廃止。

## 駅構造
小田原駅ホームの番号設定は、乗り入れている鉄道事業者すべてに通しで振られている。南側から次のようになっている。
- 1・2番線：伊豆箱根鉄道
- 3 - 6番線：JR東日本
- 7 - 11番ホーム：小田急電鉄・小田急箱根
  - （12番ホームは消滅）
- 13・14番線：JR東海

高架駅の新幹線以外は地上駅である。JR東日本・小田急電鉄・小田急箱根は地上3階、JR東海は地上1階、伊豆箱根鉄道は地上2階にそれぞれ改札口・駅事務室がある。小田急電鉄と小田急箱根は同一改札内である。
2003年3月に橋上駅舎が完成し、同年12月に「アークロード」の愛称を持つ東西連絡通路が完成した。これにより連絡通路が完成し、東口・西口間の通行が可能になった。東西自由通路は16メートルの広い幅の通路でエスカレーター・エレベーターが設置されている。自由通路内には小田原市の観光案内所がある。なお、その時にJR東日本の改札口付近に巨大な小田原提灯が市民団体により設置された。この提灯は令和元年東日本台風（台風19号）で破損したため、市側により一時撤去されたが、修復され2020年8月29日に再設置された。
2005年6月には旧東口JR駅舎の跡地に地上5階地下1階の駅ビルが完成し、地上1 - 5階は「小田原ラスカ」としてオープンした。駅ビルの完成に合わせて、東西バスターミナルのレイアウトが変わり、東口にはペデストリアンデッキが設置された。エスカレータ・エレベーター・多目的トイレが構内に設置されている。

### 伊豆箱根鉄道
頭端式ホーム2面2線（うち1面は未使用）を使用している。ダイヤ上、列車は1番線と2番線を交互に発着している。駅番号はID01。

#### のりば
| 番線 | 路線     | 行先       |
| ---- | -------- | ---------- |
| 1・2 | 大雄山線 | 大雄山方面 |

#### 駅構内設備
駅舎は独立した建物になっており、駅の2階に当たる。自動改札機設置駅。コンコース内に多目的トイレがある。売店は改札内にあり、駅3階には系列の旅行会社がある。東西自由通路との連絡通路がある。

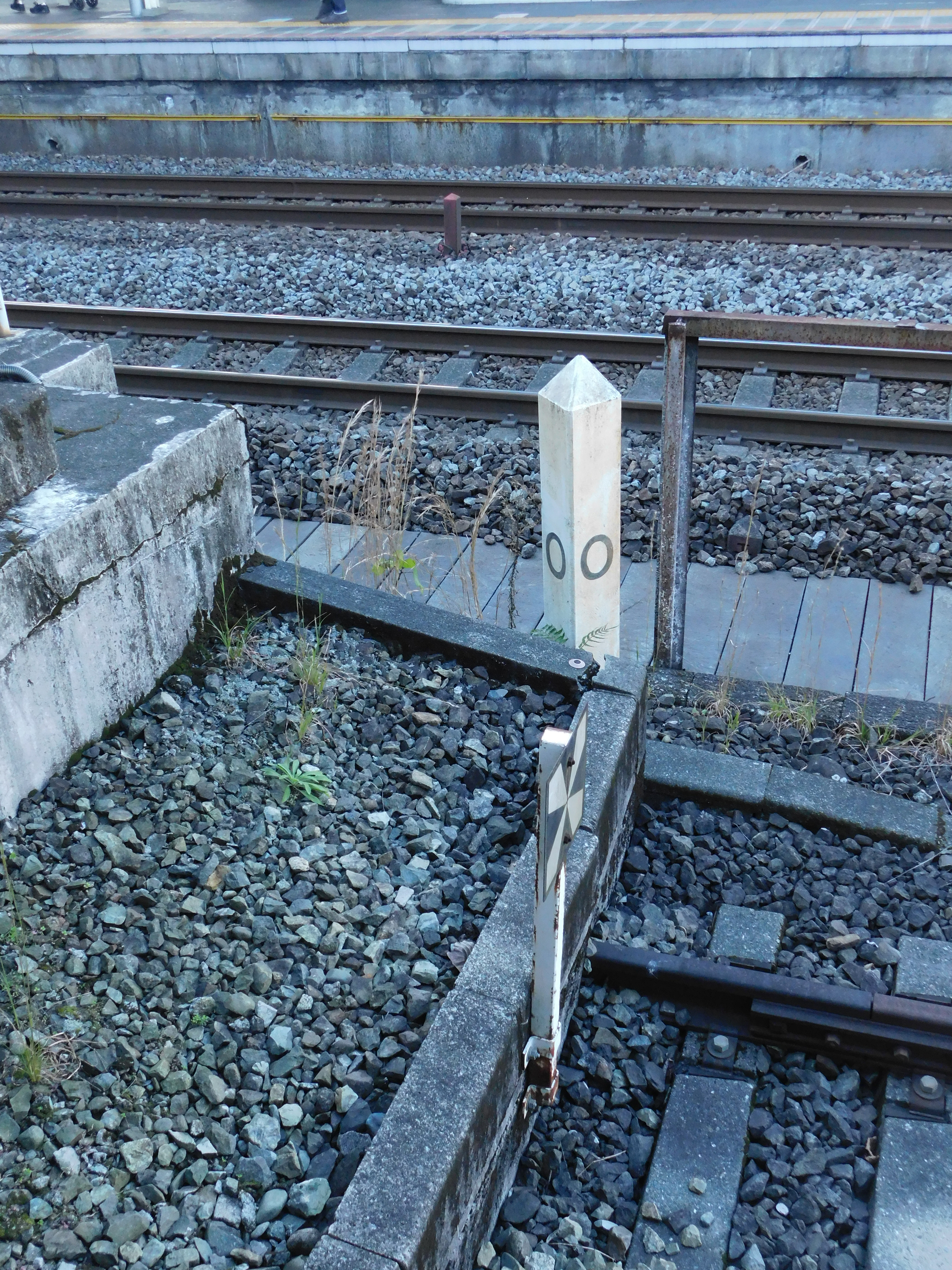
伊豆箱根鉄道大雄山線 0キロポスト(2024年12月)

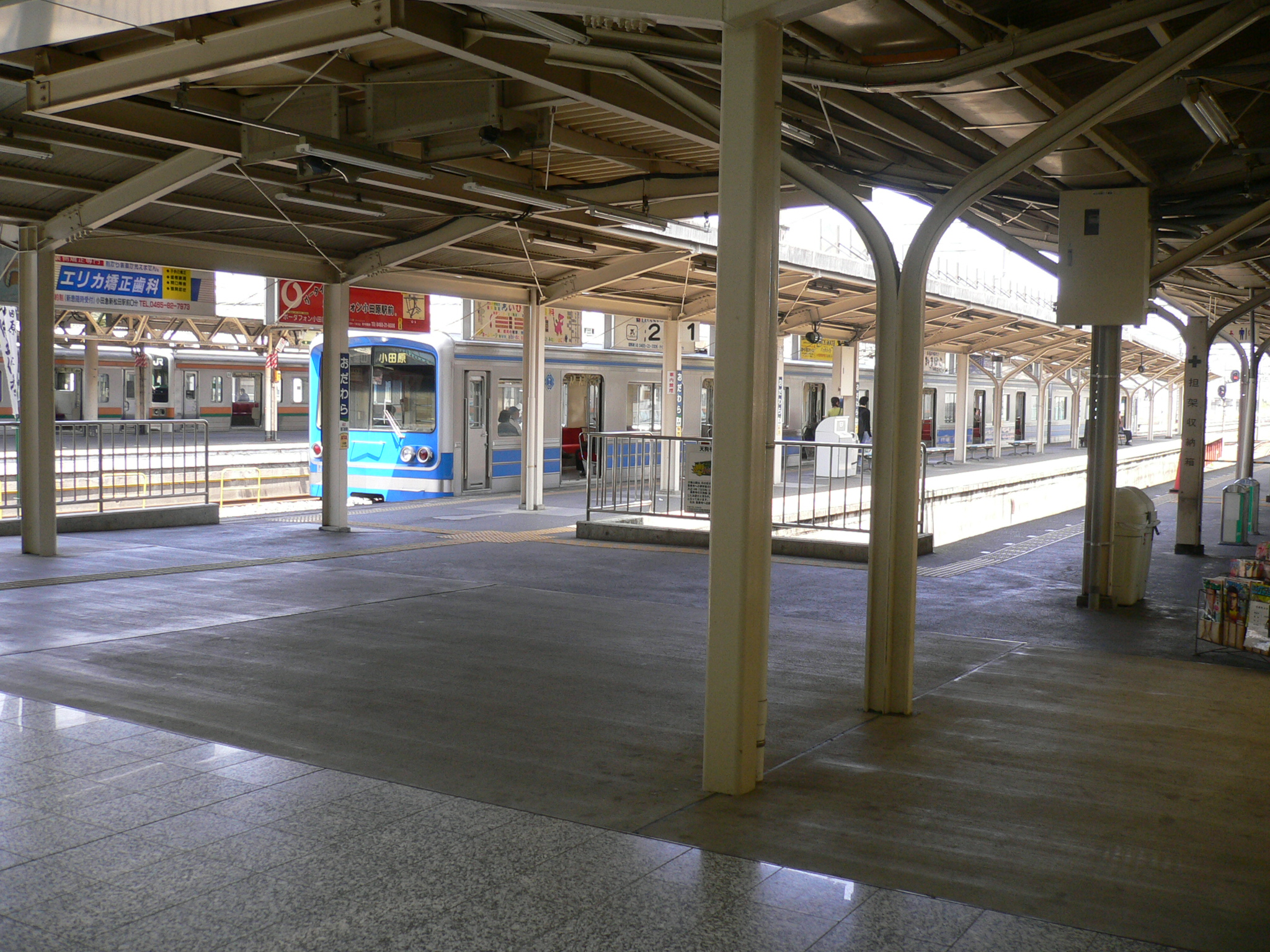
ホーム（2005年5月）

### JR東日本
直営駅（駅長配置）で国府津駅、小田原駅、真鶴駅、湯河原駅、熱海駅、伊東駅、熱海運輸区を合併した小田原・伊豆統括センターの所在駅であり、東海道線の二宮駅 - 熱海駅 と伊東線内の全駅を統括し、伊東線の運行管理及び旧熱海運輸区の乗務も担当している。地上にある島式ホーム2面4線を使用している。その外側に貨物線2線と留置線2線がホームに平行して通っている。留置線は熱海方にも設置されている。鶴見駅から続く東海道貨物線との複々線区間の終端であり、当駅以西は旅客列車・貨物列車とも同一線路を走行する。駅番号はJT 16。
当駅が始発・終着になる列車が多い。朝は当駅始発の特急「湘南」の通勤列車が運行され、夜間は特急「湘南」の終点となっている（快速アクティーは2023年度廃止）。熱海発の上り普通列車が当駅始発の湘南新宿ライン特別快速との接続を取る場合や当駅で先行していた熱海方面の普通列車に後の特別快速が接続する場合がある。一部の普通列車は特急「踊り子」の待避を行う。
かつては、当駅で下り普通列車の付属編成切り離しや、上り普通列車の車両連結が行われていた。東京方に、付属編成用の引き上げ線2線が存在するが、使用停止となっている。
当駅始発の列車に乗車する場合は、ドアの横にあるボタンで開ける必要がある（空調によって調節された空気を外へ逃がさないため）。なお、発車1分位前になるとすべてのドアが開く。ただし、当駅折り返し列車において遅延が発生している場合など、停車時間が短い場合やその他、車掌などの判断でドアを閉めない場合もある。
発車メロディは2014年11月に一般的な電子音のものから『お猿のかごや』に変更された。（V1〜V４まで）

#### のりば
| 番線 | 路線             | 方向 | 行先                       |
| ---- | ---------------- | ---- | -------------------------- |
| 3・4 | 東海道線・伊東線 | 下り | 熱海・伊東・沼津方面       |
| 5・6 | 東海道線         | 上り | 横浜・品川・東京・上野方面 |
| 5・6 | 上野東京ライン   | 上り | 横浜・品川・東京・上野方面 |
| 5・6 | 湘南新宿ライン   | 上り | 横浜・渋谷・新宿・池袋方面 |

（出典：JR東日本:駅構内図）
- 3・6番線が本線、4・5番線が副本線である。
- 上り方面の列車が4番線を利用することがある。
- 夜間滞泊設定駅である。

#### 駅構内設備
エレベーター・エスカレーターはすべてのホームに設置。トイレはコンコース内に多目的トイレがある。売店は、3・4番線の東京方にNewDays KIOSK（2023年に閉店）、5・6番線の東京方にNewDaysがある。JR東海東海道新幹線との連絡通路がある。ホーム有効長は15両編成である。

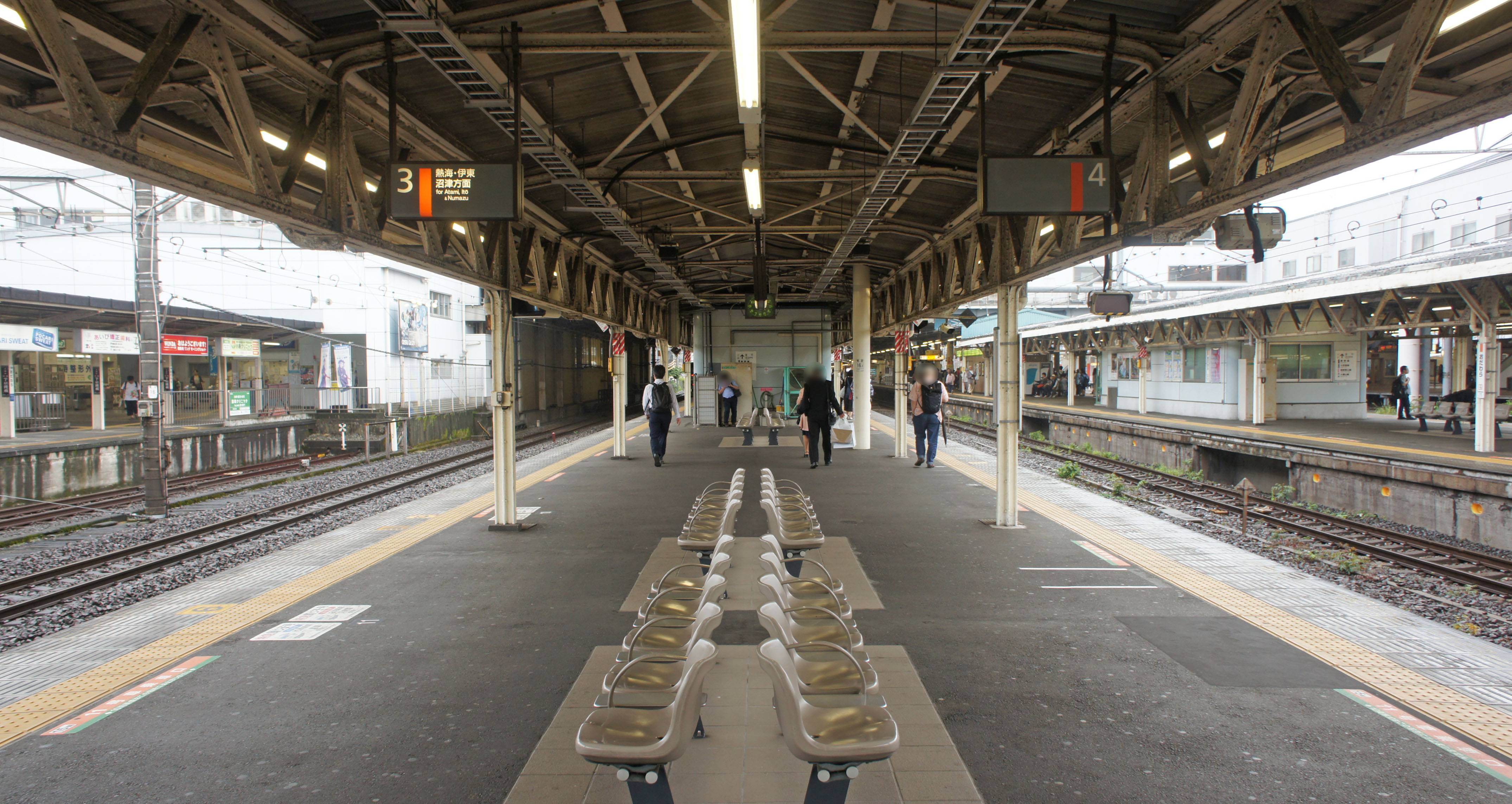
3・4番線ホーム（2019年6月）
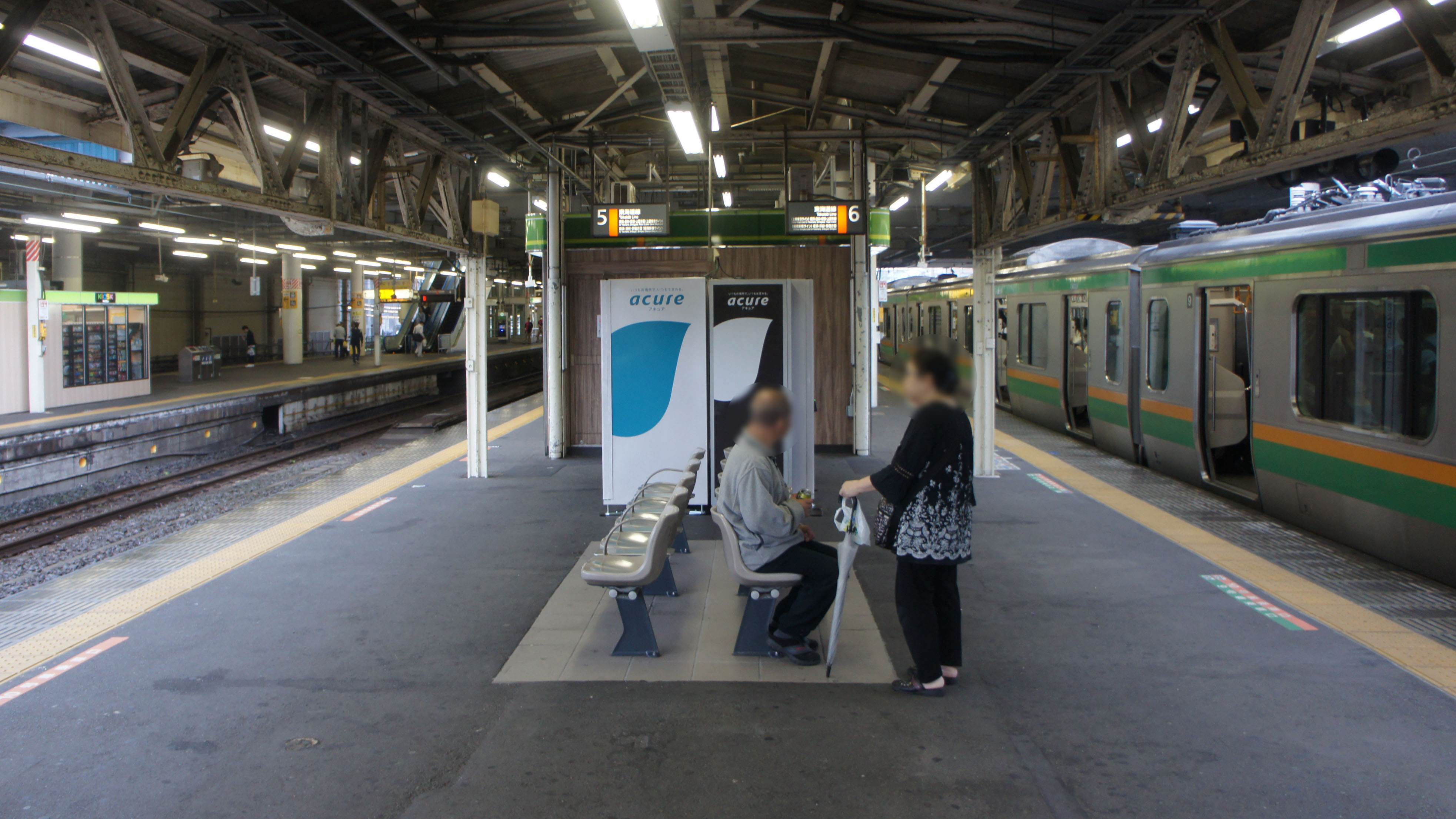
5・6番線ホーム（2019年6月）

#### 貨物取扱
JR貨物の駅は車扱臨時取扱駅となっている。
1984年1月までは小田急電鉄との貨物列車の連絡があり、それ以降も、1994年まで小田急電鉄や箱根登山鉄道（現・小田急箱根）の車両の搬入や搬出が当駅で行われていた（その後松田駅 - 新松田駅を結ぶ連絡線に変更）。
2018年現在、定期での貨物列車の発着はないが、伊豆箱根鉄道大雄山線で使用されている車両を検査などで大場工場との間で回送させるため、当駅と三島駅の間で東海道本線を経由して甲種輸送列車が年に数回運行される。三島駅では、大場工場へ通ずる駿豆線に接続している。
特筆すべき点として、当駅にはJR線と大雄山線を介する授受線がなく、直接東海道貨物線の下り本線と大雄山線の線路が渡り線で繋がっているだけである。両者を接続する渡り線上には架線が張られていないため、甲種輸送の際に電気機関車と輸送車両との間に控車となる空のコンテナ車3両（2012年までは有蓋車）を連結し、輸送車両を相手方の線路に押し込み、相手方の機関車もしくは電車がそれを受ける形で授受が行われる。これにより、電気機関車および電車が架線のない部分に侵入することなく授受を行うことができる。ただし、東海道貨物線および大雄山線の線路を長時間ともに支障するため、JR側では貨物列車の時刻変更、伊豆箱根鉄道側では小田原駅を発着する列車の着発線変更および一部運休が実施される。
なお、東海道貨物線の上りから大雄山線へ通ずる東海道貨物線下り本線への転線は不可能なため、大場工場を出場して当駅まで輸送される列車については一度相模貨物駅まで運行され、機関車を反対に付け替えたあとに当駅まで輸送される。このため、控車となる貨車は相模貨物駅からの連結となる。小田原駅までの輸送完了後はやはり東海道貨物線上り本線へ転線が不可能なため、沼津駅まで控車を輸送する。

### 小田急電鉄・小田急箱根
小田急電鉄・小田急箱根の共同使用駅で、小田急電鉄の管理駅である。駅番号はOH 47。なお両社で通しの駅番号を用いているが、案内表示でのデザインが当駅を境に異なっており（小田急電鉄は青色、小田急箱根は朱色）、当駅では2種類のデザインが併存している。
小田急電鉄の駅では最南端に位置する。
2008年3月より、島式ホーム1面2線の7・10番ホームの間に、頭端式ホームの8・9番ホームと11番ホームが向かい合う構造となった。これによりすべてのホームは地上でつながって（実質1面4線）、乗換えが容易になっている。
7・11番ホームの箱根湯本行では『箱根八里』の発車メロディが流される（放送システム上、フルコーラスは流すことができない）。
2006年3月18日以降、当駅 - 箱根湯本駅間の営業列車はすべて小田急電鉄所属車両で運転されている。したがって、強羅方面に行くには箱根湯本駅での乗換が必要となる。また、一部の特急ロマンスカーについては当駅で連結・切り離しが行われる。以前は新宿方面から箱根湯本に直通する料金不要の一般列車も多数運転されていたが、2008年3月15日ダイヤ改正より両線の直通列車は4両編成の各駅停車および特急ロマンスカーのみとなった。その後数度の変遷を経て、2024年3月16日以降のダイヤでは各駅停車の直通は、平日7:47発各駅停車新松田行きの1本のみとなっている。
かつては、特急ロマンスカーの当駅 - 箱根湯本駅間のみを乗車することはできなかったが、2005年10月1日より駅ホームで係員に乗車時に「座席券」を購入することで、座席への着席が可能となった。ただし、対象列車が満席又は満席が想定される場合は「座席券」は発売されない。これは箱根湯本駅から当駅まで特急ロマンスカーを利用する場合も同じである。現在では「特急券」という扱いになり、小田原駅 - 箱根湯本駅間に特急料金が設定されているが、予約購入はできず座席も指定されない。2024年現在、小人100円、大人200円。
管区長・駅長所在駅であり、「小田原管区」として鶴巻温泉駅 - 当駅間の各駅を、「小田原管区小田原管内」として開成駅 - 当駅間の各駅を管理している。
箱根登山鉄道の表示看板やパンフレットでは各駅の標高が示されており、当駅はかつて26 mと表記されていたが、2013年の再調査で14 mに訂正されている。

#### のりば
| ホーム | 路線           | 方向                          | 行先                          | 備考 |
| ------ | -------------- | ----------------------------- | ----------------------------- | --- |
| 7      | 箱根登山電車   | 下り                          | 箱根湯本・強羅方面            | 箱根登山線に直通しない小田急の列車もこのホームに止まる（回送列車として奥の車庫付近に移動する）。はこね号下りも、このホームに到着する。 |
| 11     | 箱根登山電車   | 下り                          | 箱根湯本・強羅方面            | 折り返しのみ |
| 8      | 小田急小田原線 | （9番ホーム列車の降車ホーム） | （9番ホーム列車の降車ホーム） | 折り返しのみ（一部回送列車）。さがみ号は折り返し列車が多数なのでこのホームに止まることが多い。                                         |
| 9      | 小田急小田原線 | 上り                          | 新宿・相模大野・ 千代田線方面 | 折り返しのみ（一部回送列車）。さがみ号は折り返し列車が多数なのでこのホームに止まることが多い。                                         |
| 10     | 小田急小田原線 | 上り                          | 新宿・相模大野・ 千代田線方面 | 7番線に到着した下り列車は、必ずこのホームに上り列車として到着。一部は回送列車が通る。                                                  |

- 小田原線と鉄道線を直通する列車については、箱根湯本行きが7番ホーム、新宿方面行きが10番ホームを使用する。
- 7番ホームに到着する小田原線の当駅止まり列車は、原則として箱根湯本駅寄りの留置線で折り返し10番ホームに進入するが、そのまま折り返し足柄駅の留置線に回送される列車がある。
- 旧11・12番ホームは1面2線の島式ホームで鉄道線車両用の標準軌専用ホームであったが、2006年3月18日より使用停止（閉鎖）となり改良工事が行われた。これは12番ホームを撤去した上で11番ホームの線路を標準軌から狭軌に改軌するとともに線路を新宿方面へ延伸し、20メートル級車両4両の発着を可能（有効長91メートル）にするもので、延伸にあたっては11番ホームの延長上にあった7・8番ホームの駅長事務室が支障となるために撤去された。11番ホームは2008年3月15日のダイヤ改正から運用を開始し、4両編成の小田急電鉄車両による当駅 - 箱根湯本駅間の往復運転電車の発着に使用されている。
- かつては鉄道線に乗り入れる急行・準急も存在したが（いずれも最大6両で、大半が小田原線内の途中駅で分割・併合を行い新宿方では10両編成で運行していた）、快速急行は10両編成での運行であるため、登場当初から鉄道線には乗り入れていない。
- 10番ホームに隣接して10両編成対応の側線が1本ある。
- 当駅では、10両編成3本(2番ホーム・3番ホーム・引き上げ線)・6両編成1本(引き上げ線)・4両編成1本(9番ホーム)の夜間留置がある。

なお、2006年3月までは、以下の通りであった。
| ホーム | 路線                          | 方向                          | 行先                          | 備考                             |
| ------ | ----------------------------- | ----------------------------- | ----------------------------- | -------------------------------- |
| 7      | 箱根登山電車                  | 下り                          | 箱根湯本・強羅方面            | 7番ホームは小田急電鉄車両        |
| 8      | （9番ホーム列車の降車ホーム） | （9番ホーム列車の降車ホーム） | （9番ホーム列車の降車ホーム） | 当駅折返し専用                   |
| 9      | 小田急小田原線                | 上り                          | 新宿・相模大野・千代田線方面  | 当駅折返し専用                   |
| 10     | 小田急小田原線                | 上り                          | 新宿・相模大野・千代田線方面  |                                  |
| 11     | 箱根登山電車                  | 下り                          | 箱根湯本・強羅方面            | 11・12番ホームは箱根登山鉄道車両 |
| 12     | 箱根登山電車                  | 下り                          | 箱根湯本・強羅方面            | 11・12番ホームは箱根登山鉄道車両 |

#### 駅構内設備
エレベーター・エスカレーターはすべてのホームに設置。トイレはコンコース内に多目的トイレがある。売店は、ホームと改札前にセブンイレブンがある。自由通路・コンコースいずれにも面した場所に、系列飲食店がある。待合室は各ホーム箱根板橋寄りにある。ちなみに待合室はドーム屋根下に位置するが、瓦屋根となっており城下町をイメージさせる。以前の狭隘であった改札口も、新駅舎になり広くなった。
7 - 10番ホームはすべて10両対応。改札内に自動体外式除細動器 (AED) が設置されている。
前述の通り当駅は小田急電鉄の管理駅であり、案内サインも多くが小田急電鉄仕様となっているが、7・10番ホーム付近には小田急箱根仕様の案内サインが設置されている。

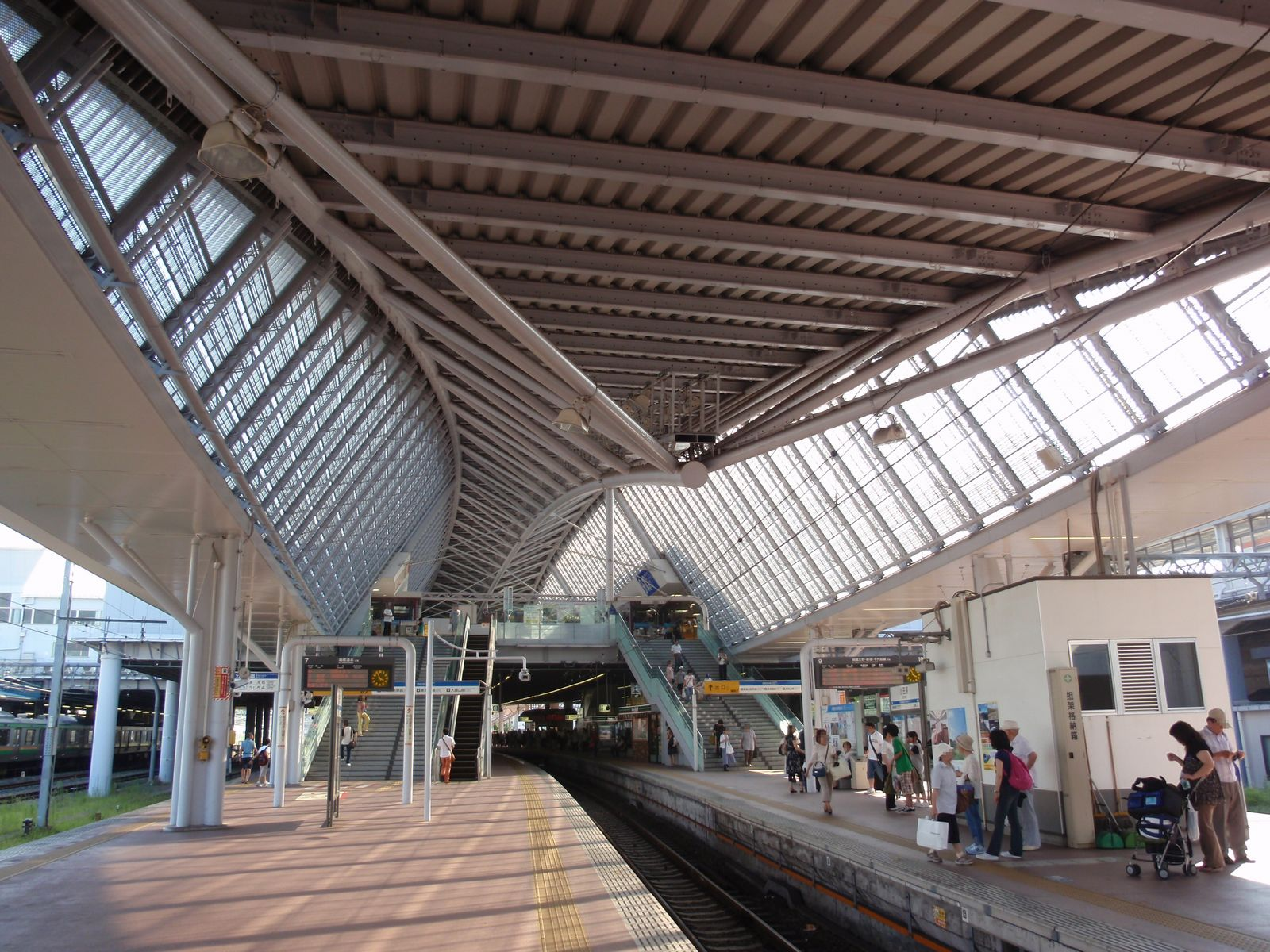
ホーム（2009年）
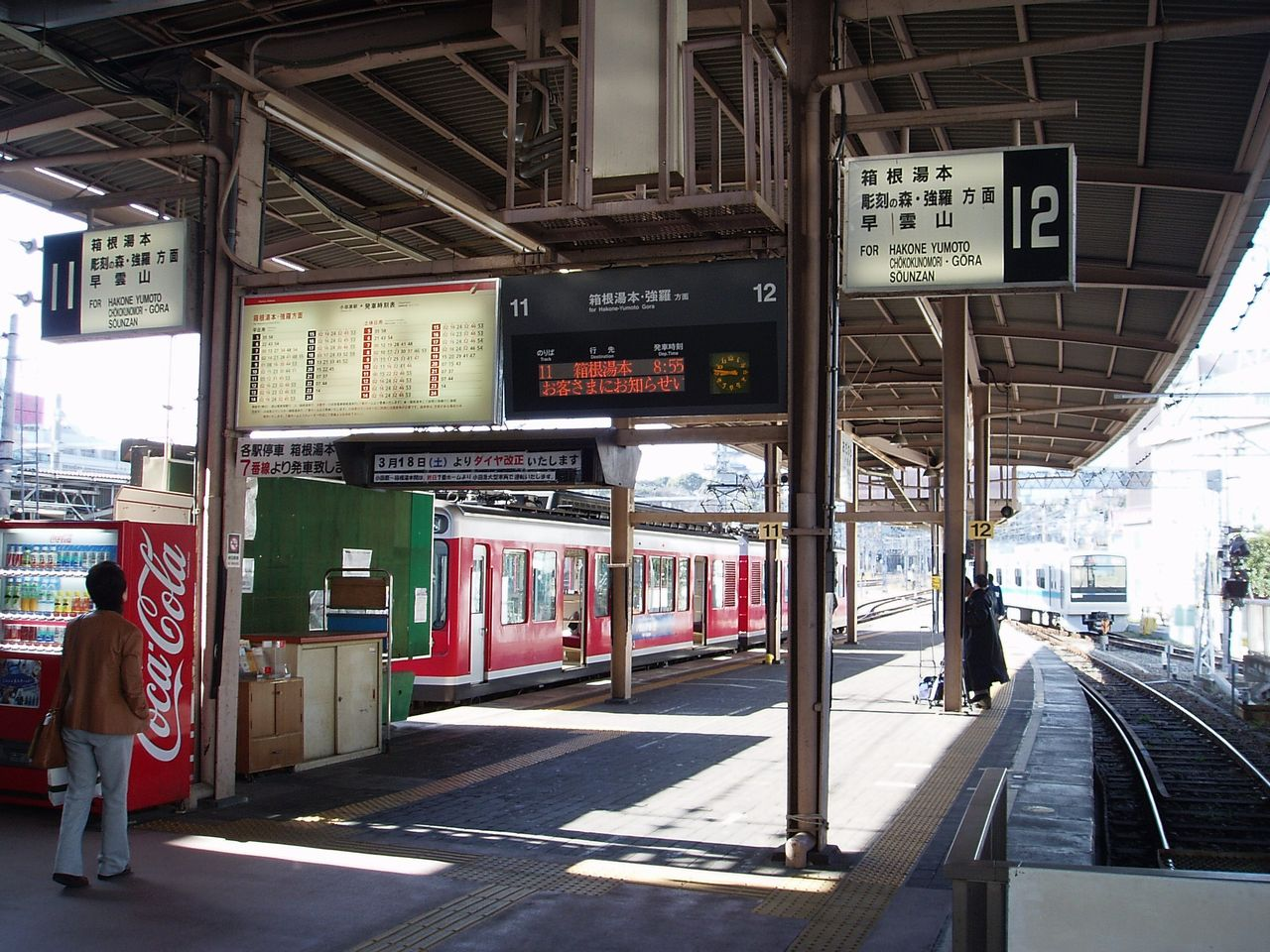
かつての箱根登山鉄道線11番・12番ホーム（2006年）
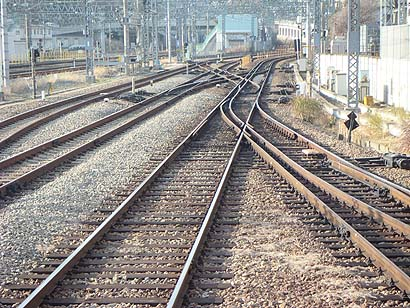
駅付近にあった三線軌条レール

### JR東海
高架上にある相対式ホーム2面2線を使用している。ホームの間に2線の通過線がある。「こだま」号の大半は、当駅で通過列車を待避する。「ひかり」号の一部列車や「のぞみ」号は停まらない。

#### のりば
| 番線 | 路線         | 方向 | 行先       |
| ---- | ------------ | ---- | ---------- |
| 13   | 東海道新幹線 | 下り | 新大阪方面 |
| 14   | 東海道新幹線 | 上り | 東京方面   |

（出典：JR東海:駅構内図）

#### 駅構内設備
エレベーター・エスカレーターはすべてのホームに設置されている。トイレはコンコース内に多目的トイレがある。各ホーム中央部と東京寄りにKIOSKが、またコンコース2階にある待合室にも売店がある。改札の外（アスティ小田原）には飲食店・コンビニエンスストア・書店がある。JR東日本との連絡通路がある。
自由通路の完成前は、JR東海管理の在来線近距離きっぷの自動券売機が設置されていたため、金額式乗車券はJR東海地紋で「海」表記の一方「東日本会社線」表記がある様式だった。

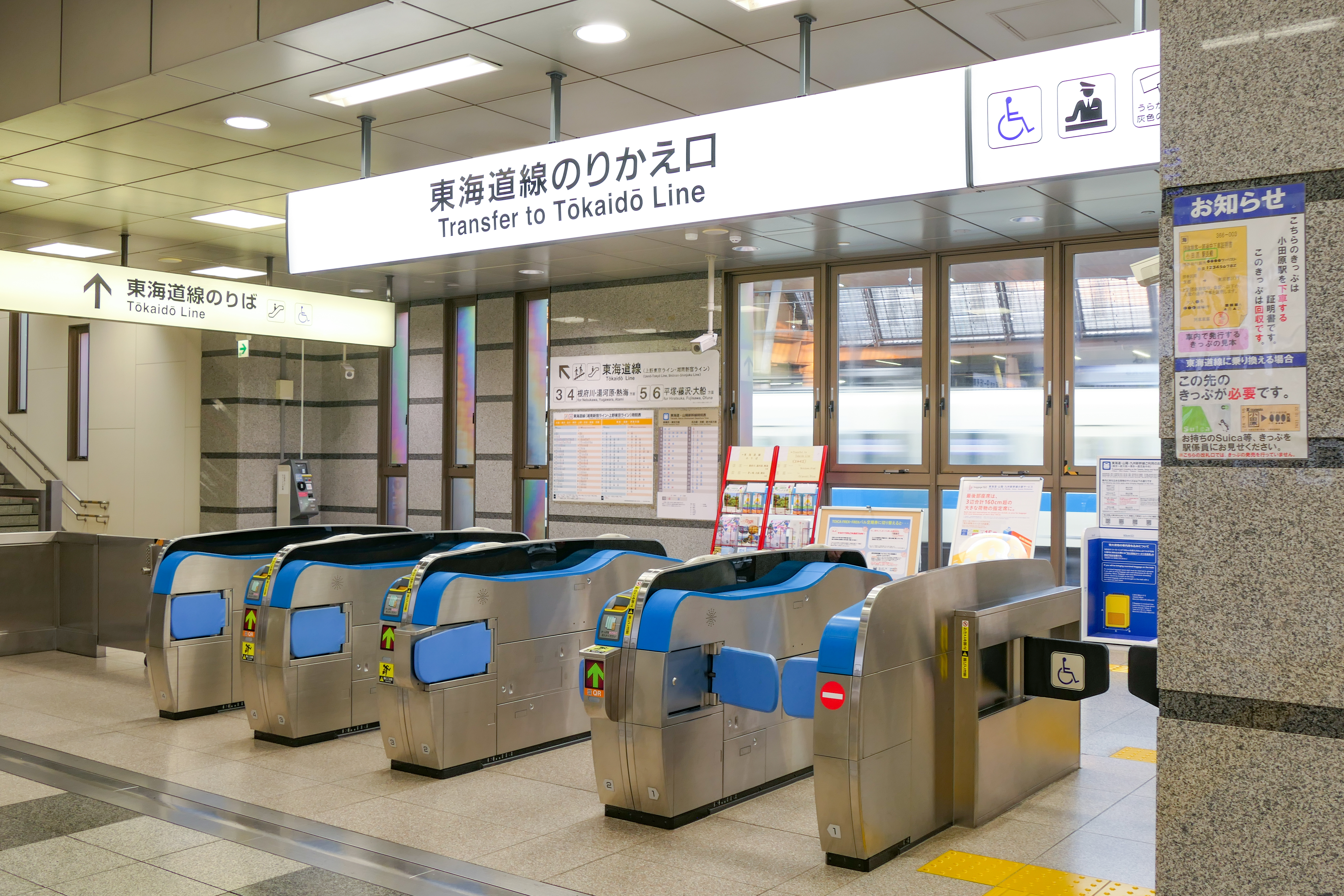
東海道線のりかえ口（2021年8月）
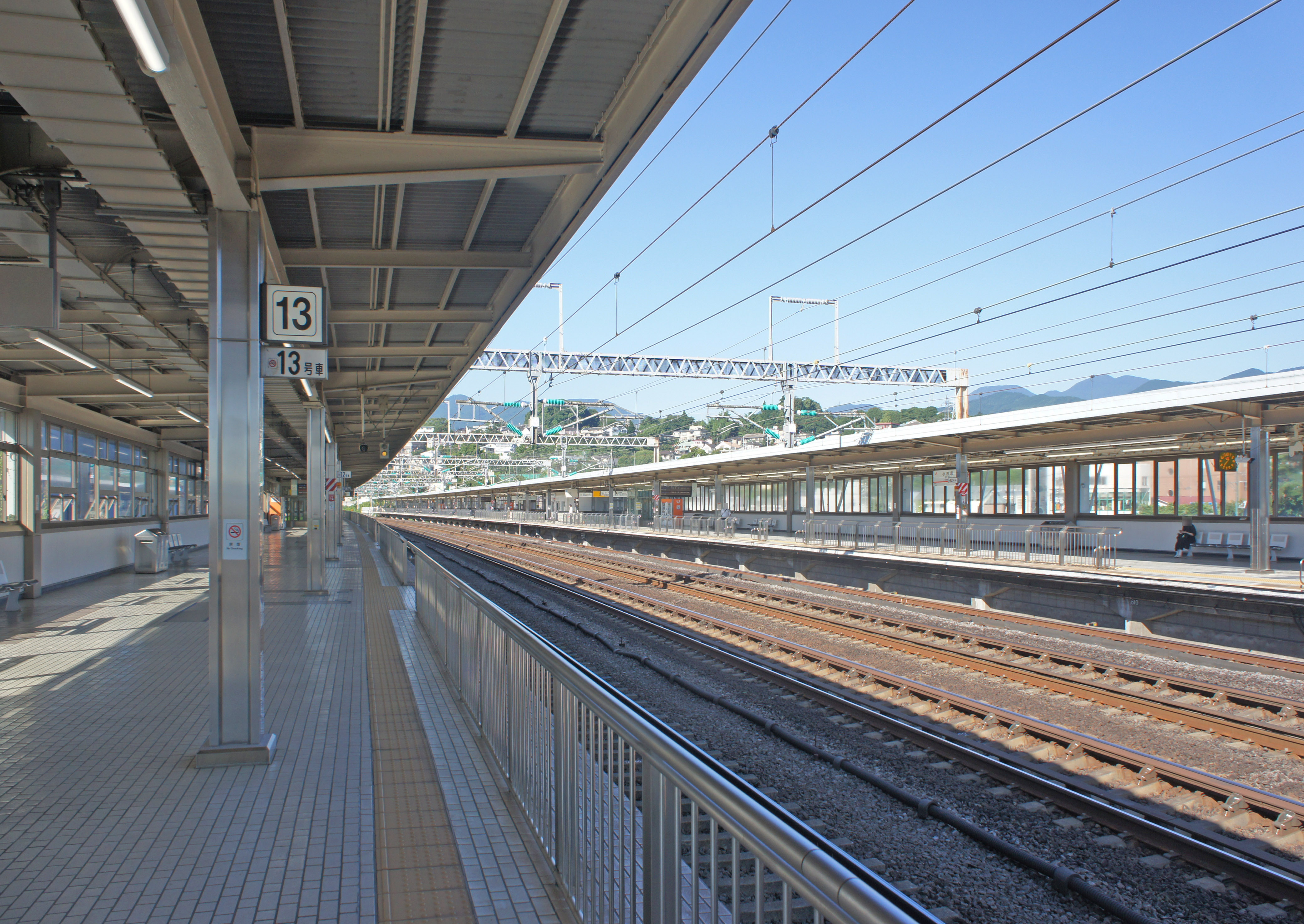
新幹線ホーム（2022年7月）

## 駅ビル
ラスカ小田原（ラスカおだわら）は、神奈川県小田原市の小田原駅東口にある、株式会社JR横浜湘南シティクリエイトが運営する駅ビル。ラスカは他に3駅（熱海駅・平塚駅・茅ケ崎駅）に存在する。

### 構成
地上5階建てで、屋上は庭園となっており、2階からは南隣にある商業施設「ミナカ小田原」の3階（金次郎広場）へと専用通路で、また1階からでは小田原地下街「ハルネ小田原」へと専用通路またはエレベーター（各階から乗れる）で直行することができる。
- 屋上/6階 - ラスカスカイガーデン
  - U-meテラス
- 5階 -Culture
  - スーツセレクト（紳士服）
  - Queensway Light（英国式リフレクソロジー）
  - WAZA屋（伝統工芸品-箱根・小田原木工）
  - Zoff（眼鏡）
  - 小田原駅ビル アイクリニック（眼科）
  - エースコンタクト（コンタクトレンズ）
  - ハウスオブローゼ（化粧品）
  - カフェラミル（カフェ）
  - ユニクロ（富水店からの移転）
- 4階 - Casual Select
  - PLAZA（雑貨）
  - MUJI com（雑貨）（リニューアル）
  - 靴下屋（靴下）
  - AMO STYLE BY Triumph（ランジェリー）
  - ポートランド（レディスファッション）
  - マジックミシン（洋服・靴・バッグ修理）
  - バッグのヤマト（バッグ）
  - AURA b HAIR（美容室）
  - アンソレイユ（レディスファッション）
  - ラフィネ（リラクゼーション）
  - ネイルクイック（ネイルサロン）
  - ローリーズファーム（レディスファッション）
- 3階 - Style Select
  - ドトールコーヒーショップ
  - トレタッテ（イタリアンカフェ）
  - 驛弁屋 和(なごみ)（弁当）
  - アフタヌーンティー・リビング（生活雑貨）
  - LUNA EARTH（ファッション雑貨）
  - ロペピクニック（レディスファッション・雑貨）
  - スリーフォータイム（レディスファッション・雑貨）
  - アースミュージック＆エコロジープレミアムストア（レディスファッション）
  - NATURAL BEAUTY BASIC（レディスファッション）
  - マルタ ジョイ サード（レディスファッション・化粧品）
  - AKaKuRa（レディスシューズ）
  - モストリプラス（服飾雑貨）
  - キタムラK2（バッグ・革小物）
  - SAC'S BAR Jean（バッグ）
  - Biople by Cosme Kitchen（自然派化粧品）
  - ファンケル（化粧品・サプリメント）
  - マリークヮント（化粧品）
  - 有隣堂（5階から移転）
- 2階 - Life & Dining (→ミナカ小田原)
  - 海鮮茶屋 魚國(うおくに)（海鮮・定食・地酒）
  - FUSION DINING Ｆ（フランス料理）
  - 丸亀製麺＆親子丼 国(くに)（うどん・丼）
  - 築地銀だこ（たこ焼き）
  - 成城石井（スーパーマーケット）
  - ハックエクスプレス（ドラッグストア）
  - 白洋舍（クリーニング）
  - ハナマサ（生花）
  - 占い ルルドの部屋（占い）
  - アクセスチケット（チケット売買・外貨両替）
- 1階 - Foods Gallery (↓ハルネ小田原)
  - オーブンフレッシュベーカリー ドンク（ベーカリーカフェ）
  - 魚力(うおりき)（鮮魚・寿司）
    - 魚力食堂（寿司・海鮮丼）

  - ニュー・クイック（精肉）
  - 横浜水信（青果）
  - 新宿さぼてん（トンカツ）
  - グリーン・グルメ（洋惣菜）
  - 中華旬彩料理 東方紅(とうほうこう)（中華惣菜）
  - 崎陽軒（シウマイ・弁当）
  - 日本一(にほんいち)（惣菜・焼き鳥）
  - 五穀市場(ごこくいちば)（惣菜・弁当）
  - たごさく（おこわ・弁当）
  - 小田原わっぱや（わっぱ飯弁当）
  - 京樽（寿司）
  - つきじ宮川本廛(ほんてん)（うなぎ・弁当）
  - ちん里(り)う本店（梅干・菓子）
  - おつけものの丸越（漬物）
  - 小田原 籠淸（かまぼこ）
  - 鈴廣かまぼこ
  - 伊藤園（茶・海苔）
  - 芳甘菓 豆芳(ほうかんか・まめよし)（落花生・豆菓子）
  - フロプレステージュ（洋菓子・洋惣菜）
  - 湘南クリエイティブ ガトー 葦(あし)（洋菓子）
  - 東京凮月堂(ふうげつどう)（洋菓子）
  - 文明堂（カステラ）
  - ステラおばさんのクッキー
  - モロゾフ（チョコレート）
  - ゴンチャロフ（クッキー）
  - 伊勢屋（和菓子）
  - 正栄堂（和菓子）
  - 夢屋・菜の花（和菓子）
  - 大雄山 茶屋 天んぐ（和菓子）
  - 京都宇治 式部郷(しきぶのさと)（米菓子）
  - ウィークリースイーツ（週替わり菓子販売スペース）
  - サービスカウンター（商品券など）

## 駅弁

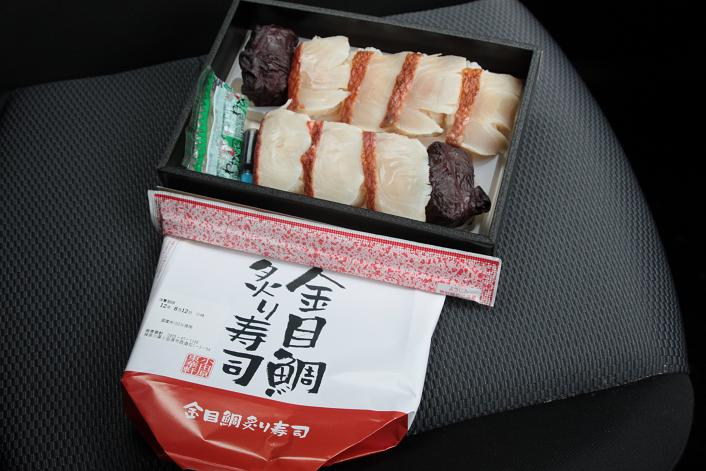
金目鯛炙り寿司

東華軒などが販売している。主な駅弁は下記の通り。
- 炙り金目鯛と小鰺押寿司
- 小鰺押寿司
- 金目鯛西京焼弁当
- 箱根山麓豚弁当 カルビ＆ロース
- やまゆりポーク味噌焼弁当
- やまゆり牛しぐれ煮弁当
- しらす弁当
- デラックスこゆるぎ弁当
- おたのしみ弁当
- 鯛めし
- こゆるぎ茶めし
- 伝承 鰺の押寿し
- 大船軒の鰺の押寿し
- 神奈川牛肉弁当
- 大船軒サンドウィッチ

## 利用状況
小田原市の中心駅。各社局の利用状況は以下の通りである。
- JR東日本 - 2023年度（令和5年度）の1日平均乗車人員は30,698人である[30]。
- JR東海 - 2023年度（令和5年度）の1日平均乗降人員は20,930人である[22]。
- 小田急電鉄 - 2024年度（令和6年度）の1日平均乗降人員は56,969人である[小田急 1]。小田急線全70駅中18位。
- 小田急箱根 - 2021年度（令和3年度）の1日平均乗降人員は10,783人である[# 2]。
箱根登山の駅の中では第1位である。
- 伊豆箱根鉄道 - 2020年度（令和2年度）の1日平均の利用者数は12,796人である[31]。
伊豆箱根の駅の中では第1位である。

### 年度別1日平均乗降人員
各年度の1日平均乗降人員は下表の通り（小田急・小田急箱根〈旧・箱根登山鉄道〉のみ）。
| 年度               | 小田急電鉄       | 小田急電鉄 | 小田急箱根       | 小田急箱根 |
| 年度               | 1日平均 乗降人員 | 増加率     | 1日平均 乗降人員 | 増加率     |
| ------------------ | ---------------- | ---------- | ---------------- | ---------- |
| 1928年（昭和03年） | 2,343            |            | 未開業           | 未開業     |
| 1930年（昭和05年） | 2,210            |            | 未開業           | 未開業     |
| 1935年（昭和10年） | 2,241            |            |                  |            |
| 1940年（昭和15年） | 4,025            |            |                  |            |
| 1946年（昭和21年） | 12,475           |            |                  |            |
| 1950年（昭和25年） | 12,104           |            |                  |            |
| 1955年（昭和30年） | 18,933           |            |                  |            |
| 1960年（昭和35年） | 29,742           |            |                  |            |
| 1965年（昭和40年） | 48,521           |            |                  |            |
| 1970年（昭和45年） | 60,676           |            |                  |            |
| 1975年（昭和50年） | 64,657           |            |                  |            |
| 1980年（昭和55年） | 71,344           |            |                  |            |
| 1985年（昭和60年） | 78,789           |            |                  |            |
| 1990年（平成02年） | 84,469           |            |                  |            |
| 1991年（平成03年） | 84,543           | 0.1%       |                  |            |
| 1995年（平成07年） | 77,300           |            |                  |            |
| 1999年（平成11年） |                  |            | 19,536           |            |
| 2000年（平成12年） | 66,220           |            | 19,358           | −0.9%      |
| 2001年（平成13年） |                  |            | 18,962           | −2.0%      |
| 2002年（平成14年） |                  |            | 18,574           | −2.0%      |
| 2003年（平成15年） | 64,246           | 0.2%       | 18,899           | 1.7%       |
| 2004年（平成16年） | 62,960           | −2.0%      | 18,065           | −4.4%      |
| 2005年（平成17年） | 63,600           | 1.0%       | 18,274           | 1.2%       |
| 2006年（平成18年） | 63,897           | 0.5%       | 18,204           | −0.4%      |
| 2007年（平成19年） | 64,970           | 1.7%       | 19,263           | 5.8%       |
| 2008年（平成20年） | 65,555           | 0.9%       | 18,897           | −1.9%      |
| 2009年（平成21年） | 65,031           | −0.8%      | 18,514           | −2.0%      |
| 2010年（平成22年） | 64,685           | −0.5%      | 17,972           | −2.9%      |
| 2011年（平成23年） | 63,886           | −1.2%      | 16,619           | −7.5%      |
| 2012年（平成24年） | 65,799           | 3.0%       | 17,855           | 7.4%       |
| 2013年（平成25年） | 66,951           | 1.8%       | 18,227           | 2.1%       |
| 2014年（平成26年） | 66,498           | −0.7%      | 18,501           | 1.5%       |
| 2015年（平成27年） | 64,580           | −2.9%      | 16,299           | −11.9%     |
| 2016年（平成28年） | 66,612           | 3.1%       | 18,032           | 10.6%      |
| 2017年（平成29年） | 66,983           | 0.6%       | 18,692           | 3.7%       |
| 2018年（平成30年） | 65,927           | −1.6%      | 18,172           | −2.8%      |
| 2019年（令和元年） | 62,396           | −5.4%      | 16,040           | −11.5%     |
| 2020年（令和02年） | 41,803           | −33.0%     | 9,335            | −42.0%     |
| 2021年（令和03年） | 46,299           | 10.8%      | 10,783           | 15.5%      |
| 2022年（令和04年） | 53,079           | 14.6%      | 13,671           | 26.8%      |
| 2023年（令和05年） | 55,823           | 5.2%       |                  |            |
| 2024年（令和06年） | 56,969           | 2.1%       |                  |            |

### 年度別1日平均乗車人員
各年度の1日平均乗車人員は下表の通り。
| 年度               | JR東日本 | JR東海 | 小田急電鉄 | 小田急箱根 | 伊豆箱根鉄道 | 出典        |
| ------------------ | -------- | ------ | ---------- | ---------- | ------------ | ----------- |
| 1995年（平成07年） | 35,059   | 13,384 | 38,286     | 11,792     | 10,381       | [ 県勢 2 ]  |
| 1998年（平成10年） | 33,395   | 9,593  |            | 11,162     | 9,945        | [ 県勢 3 ]  |
| 1999年（平成11年） | 32,406   | 9,370  |            | 10,777     | 9,805        | [ 県勢 4 ]  |
| 2000年（平成12年） | 32,060   | 9,399  | 32,579     | 10,606     | 9,588        | [ 県勢 4 ]  |
| 2001年（平成13年） | 31,681   | 9,428  | 32,342     | 10,401     | 9,470        | [ 県勢 5 ]  |
| 2002年（平成14年） | 30,870   | 9,232  | 31,704     | 11,141     | 8,901        | [ 県勢 6 ]  |
| 2003年（平成15年） | 32,444   | 9,397  | 32,297     | 11,202     | 9,092        | [ 県勢 7 ]  |
| 2004年（平成16年） | 31,732   | 9,790  | 31,313     | 10,812     | 9,012        | [ 県勢 8 ]  |
| 2005年（平成17年） | 31,992   | 10,036 | 31,642     | 10,772     | 9,107        | [ 県勢 9 ]  |
| 2006年（平成18年） | 32,160   | 10,223 | 31,851     | 10,606     | 8,914        | [ 県勢 10 ] |
| 2007年（平成19年） | 32,857   | 10,574 | 32,337     | 11,386     | 8,869        | [ 県勢 11 ] |
| 2008年（平成20年） | 32,897   | 10,523 | 32,620     | 11,383     | 8,891        | [ 県勢 12 ] |
| 2009年（平成21年） | 32,767   | 9,922  | 32,371     | 11,040     | 8,793        | [ 県勢 13 ] |
| 2010年（平成22年） | 32,503   | 10,052 | 32,218     | 10,758     | 8,600        | [ 県勢 14 ] |
| 2011年（平成23年） | 32,469   | 10,008 | 31,838     | 9,788      | 8,554        | [ 県勢 15 ] |
| 2012年（平成24年） | 33,835   | 10,257 | 32,776     | 10,671     | 8,738        | [ 県勢 16 ] |
| 2013年（平成25年） | 34,602   | 10,596 | 33,311     | 10,956     | 9,047        | [ 県勢 17 ] |
| 2014年（平成26年） | 34,196   | 10,446 | 33,143     | 11,086     | 8,846        | [ 県勢 18 ] |
| 2015年（平成27年） | 34,183   | 10,495 | 32,178     | 9,433      | 8,858        | [ 県勢 19 ] |
| 2016年（平成28年） | 34,484   | 10,787 | 33,197     | 10,641     | 8,858        | [ 県勢 20 ] |
| 2017年（平成29年） | 34,363   | 11,139 | 33,353     | 11,043     | 8,824        | [ 県勢 21 ] |
| 2018年（平成30年） | 34,260   | 11,245 | 32,847     | 10,638     | 8,773        | [ 県勢 22 ] |
| 2019年（令和元年） | 33,460   | 10,817 | 41,803     | 9,121      | 9,146        | [ 県勢 23 ] |
| 2020年（令和02年） | 23,768   | 5,867  |            |            |              |             |
| 2021年（令和03年） | 26,130   | 6,682  |            |            |              |             |
| 2022年（令和04年） | 29,261   | 8,955  |            |            | 7,416        |             |
| 2023年（令和05年） | 30,698   |        |            |            |              |             |

### JR貨物
近年の年間発着トン数は下記の通り。
| 年度   | 発送トン数 | 到着トン数 | 出典        |
| ------ | ---------- | ---------- | ----------- |
| 1998年 |            |            |             |
| 1999年 |            |            |             |
| 2000年 |            |            |             |
| 2001年 |            |            |             |
| 2002年 | 800        | 800        | [ 県勢 24 ] |
| 2003年 | 800        | 1,200      | [ 県勢 25 ] |
| 2004年 | 800        | 800        | [ 県勢 26 ] |
| 2005年 | 800        | 800        | [ 県勢 27 ] |
| 2006年 | 800        | 800        | [ 県勢 28 ] |
| 2007年 | 800        | 800        | [ 県勢 29 ] |
| 2008年 | 800        | 800        | [ 県勢 30 ] |
| 2020年 | 800        | 800        | [ 県勢 31 ] |

## 駅周辺

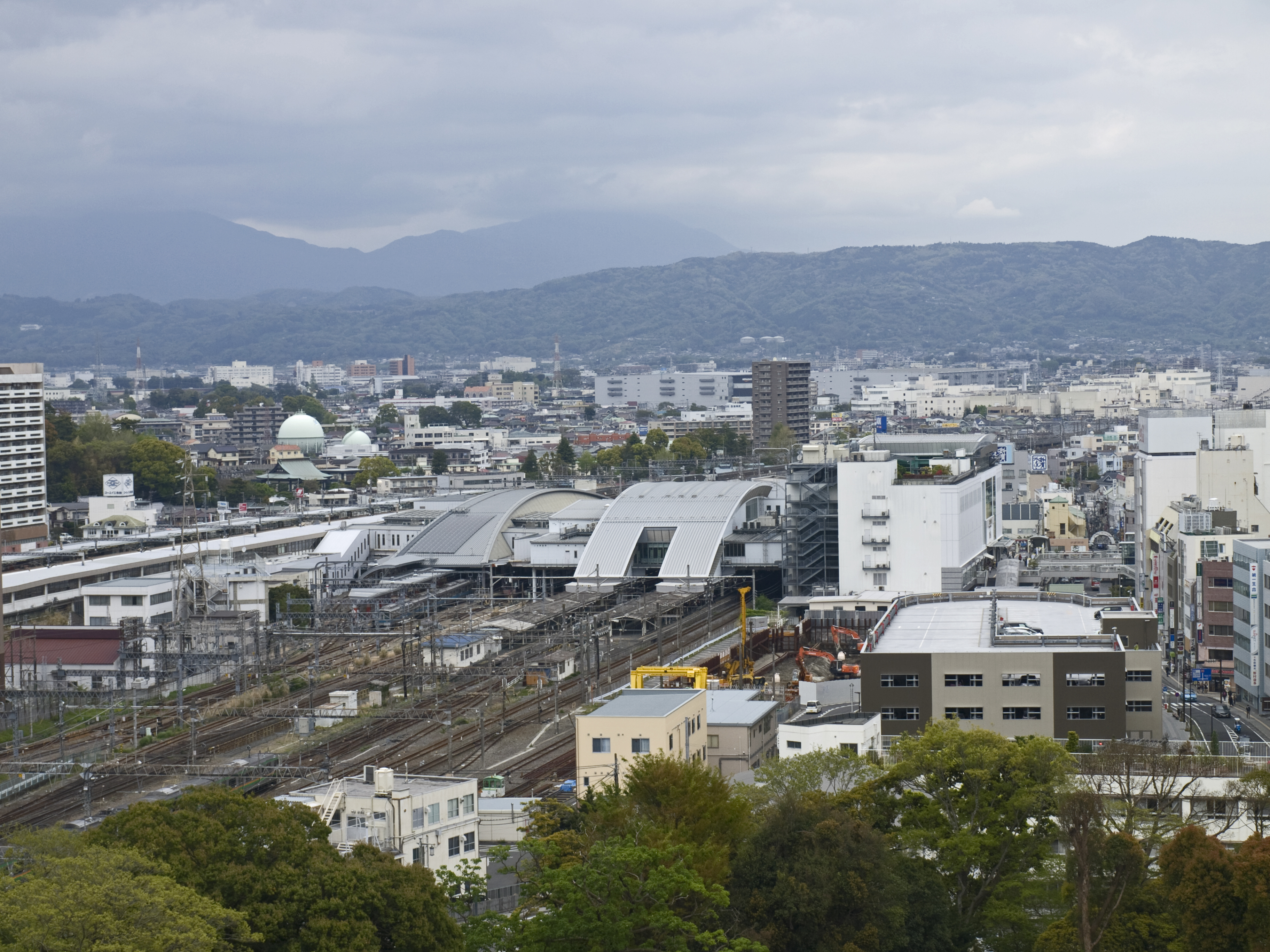
駅周辺

### 東口（表口）
駅周辺は、神奈川県の西湘地区を代表する市街地であるが、商業施設の撤退が相次ぎ、市街地の発展に陰りが出ている。市はお城通り地区にて地上8階・地下1階の複合ビル建設を主体とした再開発事業を進めていたが、事業施工者（アーバンコーポレイション）が経営破たんしたことにより、計画は頓挫していた。その後、2016年12月に再開発の事業者を万葉倶楽部に再度選定し、新たな計画が進められることとなった。万葉倶楽部は図書館・コンベンション・ホテルなどが入る地上14階・地下１階の広域交流施設に加えて、宿場町の賑わいを再現した和風の大規模広場を整備する提案を行い、2018年5月の着工後、2020年12月に複合商業施設「ミナカ小田原」として開業を迎えた。
東口のバスロータリー地下には地下街の小田原地下街「HaRuNe小田原」がある。この地下街は1976年11月にアミーおだちかとして開業し、2007年6月に一度閉鎖したが、小田原市と地元の経済団体により再生が検討され、2009年4月に「地域資源や情報発信機能などを備える施設として再生を図る」という方針を小田原市が決定し、再生の為の計画・事業を経た上で2014年11月に再開業した。
駅開設前の1901年に、この付近に神奈川県第二中学校が開校した。同校は駅開設に伴って、1914年に北西の八幡へ移転し、現在の神奈川県立小田原高等学校となった。駅東口には「小田原高等学校発祥之地」の石碑が建っている。
司法
- 横浜地方裁判所小田原支部
- 横浜家庭裁判所小田原支部
- 小田原簡易裁判所

行政
- 横浜地方検察庁小田原支部
- 小田原区検察庁
- 日本年金機構小田原年金事務所
- 小田原労働基準監督署
- 小田原公共職業安定所（ハローワーク小田原）

学校
- 小田原女子短期大学
- 旭丘高等学校

観光
- 小田原城址公園
  - 小田原城天守閣
  - 小田原城歴史見聞館
  - 小田原市郷土文化館
  - 小田原市立図書館

商業施設
- ラスカ小田原（駅ビル）
  - 成城石井 ラスカ小田原店
- ミナカ小田原（上記駅ビルに直結）
  - 温泉旅館「天成園 小田原駅 別館」
- 商店街
  - 小田原錦通り商店街
  - 小田原銀座商店会
  - お堀端商店街
  - 青物町商店会
  - ダイヤ街商店会
  - 小田原駅前東通り商店会
- 小田原地下街 HaRuNe小田原
- Odakyu OX 小田原店
- 小田原お堀端 万葉の湯（温泉施設）

郵便局・銀行・金融機関
- 小田原郵便局
- 小田原本町郵便局
- 小田原浜町郵便局
- 横浜銀行 小田原支店
- みずほ銀行 小田原支店
- りそな銀行 小田原支店
- 三井住友信託銀行 小田原支店
- スルガ銀行 小田原支店
- 静岡銀行 小田原支店
- 静岡中央銀行 小田原支店
- さがみ信用金庫駅前支店
- 小田原第一信用組合本店
- 野村證券小田原支店
- みずほ証券小田原支店
- 三菱UFJモルガン・スタンレー証券小田原支店

その他
- 東日本旅客鉄道小田原保線区
- 松本駅長殉難碑 - 1941年7月の台風で殉職した駅長のために建立された碑である[41]。
- 北条氏政・氏照の墓所[42]
- 東横INN小田原駅東口

### 西口（新幹線口）
行政
- 小田原市役所
- 小田原税務署
- 神奈川県小田原警察署
- 神奈川県小田原県税事務所
- 神奈川県小田原合同庁舎

学校
- 国際医療福祉大学小田原キャンパス
- 崎村調理師専門学校
- 神奈川県立小田原高等学校
- 相洋高等学校

郵便局
- 小田原城山郵便局

企業
- 小田急箱根ビル（小田急箱根本社）

その他
- 小田原競輪場
- 国府津運輸区小田原乗務員宿泊所

## バス路線

### 東口
東口発着路線のうち箱根地区へ乗り入れるバスは、当駅に「101」の停留所番号（バス停ナンバリング）を設定している。
| のりば | 運行事業者                                 | （系統・）行先                                                      | 備考                                       |
| ------ | ------------------------------------------ | ------------------------------------------------------------------- | ------------------------------------------ |
| 1      | 箱根登山バス                               | - 城東車庫 - 板橋 - 水之尾口 / 水之尾                               |                                            |
| 2      | 伊豆箱根バス                               | - 船原 / 小田原フラワーガーデン - ミクニ - 久野車庫                 |                                            |
| 3      | 箱根登山バス                               | - 箱根町 - 上畑宿                                                   |                                            |
| 4      | 箱根登山バス                               | 仙石案内所 / 桃源台 / 湖尻 / ポーラ美術館                           |                                            |
| 5      | 伊豆箱根バス                               | - 関所跡 / 箱根町 - 湖尻 / 箱根園                                   |                                            |
| 6      | 小田原宿観光回遊バス（観光シーズンに運行） | 小田原宿観光回遊バス（観光シーズンに運行）                          | 小田原宿観光回遊バス（観光シーズンに運行） |
| 6      | 富士急モビリティ                           | - 小11・小14：新松田駅 - 小15：下曽我駅 - 小20：成田工業循環        |                                            |
| 6      | - 富士急モビリティ - 近鉄バス              | 高速夜行「金太郎号」：京都駅 / 大阪駅（東梅田駅） / OCAT / あべの橋 |                                            |
| 7      | 箱根登山バス                               | - 国府津駅 - ダイナシティ                                           |                                            |
| 8      | 箱根登山バス                               | 石名坂                                                              |                                            |
| 8      | - 南海バス - 和歌山バス                    | 高速夜行：南海なんば高速バスターミナル                              |                                            |

### 西口
| のりば         | 運行事業者                | （系統・）行先                                                                          | 備考 |
| -------------- | ------------------------- | --------------------------------------------------------------------------------------- | ---- |
| 1              | 伊豆箱根バス              | 関東学院大学 / 佐伯眼科                                                                 |      |
| 1              | 杉崎運輸 （杉崎高速バス） | 高速夜行：大阪梅田プラザモータープール・天王寺駅前 / 富山駅北口・金沢駅西口・福井駅東口 |      |
| 2              | 伊豆箱根バス              | - 久野車庫 - 兎河原循環                                                                 |      |
| 3              | 箱根登山バス              | - 水之尾 - いこいの森                                                                   |      |
| 4              | 箱根登山バス              | 臨時：いこいの森                                                                        |      |
| 4              | 伊豆箱根バス              | 臨時：いこいの森 / 久野霊園                                                             |      |
| 5              | －                        | 臨時：小田原競輪場                                                                      |      |
| 小田原駅西口前 | 富士急モビリティ          | 成田空港                                                                                |      |

## 隣の駅
東日本旅客鉄道（JR東日本）
 東海道線
- 特急「踊り子」停車駅（「サフィール踊り子」は通過）
- 特急「湘南」発着駅
- 湘南新宿ラインの終点・始発点

■特別快速（湘南新宿ライン経由、東海道線内も快速運転）
国府津駅 (JT 14) - 小田原駅 (JT 16)（終点）
■快速（湘南新宿ライン経由、下り列車は戸塚駅から当駅まで「普通」扱い）
鴨宮駅 (JT 15) - 小田原駅 (JT 16)（終点）
■普通
鴨宮駅 (JT 15) - 小田原駅 (JT 16) - 早川駅 (JT 17)
東海道貨物線
西湘貨物駅 - 小田原駅
東海旅客鉄道（JR東海）
 東海道新幹線
新横浜駅 - 小田原駅 - 熱海駅 　　
小田急電鉄
 小田原線
- □特急ロマンスカー「スーパーはこね」「はこね」「メトロはこね」「ホームウェイ」停車駅、「さがみ」発着駅、「モーニングウェイ」始発駅

■快速急行・■急行
開成駅 (OH 42) - 小田原駅 (OH 47)
■各駅停車
足柄駅 (OH 46) - 小田原駅 (OH 47)
小田急箱根
 鉄道線（箱根登山電車）
- □特急ロマンスカー「スーパーはこね」「はこね」「メトロはこね」「ホームウェイ」「モーニングウェイ」停車駅

■各駅停車
小田原駅 (OH 47) - 箱根板橋駅 (OH 48)
伊豆箱根鉄道
 大雄山線
小田原駅 (ID01) - 緑町駅 (ID02)

### 記事本文